# Carinulaenotus
Carinulaenotus is een geslacht van rechtvleugeligen uit de familie veldsprinkhanen (Acrididae). De wetenschappelijke naam van dit geslacht is voor het eerst geldig gepubliceerd in 1982 door Yin.

## Soorten
Het geslacht Carinulaenotus  is monotypisch en omvat slechts de volgende soort:
- Carinulaenotus motuoensis (Yin, 1982)